# 第6軍 (日本軍)
第6軍（だいろくぐん）は、大日本帝国陸軍の軍の一つ。

## 沿革
日ソ国境紛争のうち、帝國陸海軍（関東軍）とソ連軍（赤軍）による最大規模の交戦となった第二次ノモンハン事件勃発を受け1939年（昭和14年）8月4日付で編制完結。直ちに関東軍に編入、現地に投入された。以後、満洲帝國興安北省（後の興安総省）海拉爾市（現・中華人民共和国内モンゴル自治区フルンボイル市ハイラル区）付近に駐屯して満蒙・満ソ国境の警備にあたり、1941年（昭和16年）の特別大演習にも参加した。
1945年（昭和20年）1月25日、支那派遣軍に編入され、満州から華中へ移動。5月28日には戦闘序列を命ぜられ、終戦時は中華民国浙江省杭州市にて昭和天皇の玉音放送に接した。

## 軍概要
- 通称号：守（まもる）
- 編成時期：1939年8月4日
- 最終位置：杭州
- 上級部隊：関東軍。のち支那派遣軍。

### 歴代司令官
- 荻洲立兵 中将：1939年8月1日 -
- 安井藤治 中将：1939年11月6日 –
- 喜多誠一 中将：1941年10月15日 –
- 石黒貞蔵 中将：1943年3月1日 –
- 十川次郎 中将：1944年1月7日 -

### 歴代参謀長
- 藤本鉄熊 少将：1939年8月1日 –
- 佐々木登 少将：1940年12月2日 –
- 森赳 少将：1942年7月1日 –
- 井桁敬治 少将：1943年2月3日 –
- 工藤良一 少将：1944年2月25日 –

### 参謀副長
- 森赳 大佐：1941年7月7日 – 1942年7月1日

### 最終司令部構成
- 司令官：十川次郎中将
- 参謀長：工藤良一少将
- 高級参謀：岩崎春茂大佐
- 高級副官：児玉義雄中佐
- 兵器部長：田部聖少将
- 経理部長：川島一之主計少将
- 軍医部長：玉田政助軍医大佐
- 法務部長：上村勇之法務大佐
- 獣医部長：高橋雷次郎獣医大佐

### 所属部隊
昭和16年（1941年）12月当時
- 第14師団
- 第23師団
- 第8国境守備隊
- 騎兵第3旅団[1]

昭和18年当時
- 第23師団
- 第8国境守備隊
  - 第8国境守備隊第1地区隊
    - 第8国境守備隊第1地区隊歩兵隊
    - 第8国境守備隊第1地区隊砲兵隊

  - 第8国境守備隊第2地区隊
    - 第8国境守備隊第2地区隊歩兵隊
    - 第8国境守備隊第2地区隊砲兵隊

  - 第8国境守備隊第3地区隊
    - 第8国境守備隊第3地区隊歩兵隊
    - 第8国境守備隊第3地区隊砲兵隊

  - 第8国境守備隊第4地区隊
    - 第8国境守備隊第4地区隊歩兵隊
    - 第8国境守備隊第4地区隊砲兵隊

  - 第8国境守備隊第5地区隊
    - 第8国境守備隊第5地区隊歩兵隊
    - 第8国境守備隊第5地区隊砲兵隊

終戦時
- 第70師団：内田孝行中将[2]
- 第133師団：野地嘉平中将[2]
- 独立混成第62旅団：安藤忠雄少将[2]
- 独立混成第89旅団：梨岡寿男少将[2]
- 独立混成第91旅団：瓦田隆根少将[2]

砲兵部隊
- 独立野砲兵第7大隊：川上満治少佐
- 独立野砲兵第8大隊：武智弘少佐
- 独立野砲兵第29大隊：石橋伝少佐

兵站部隊
- 独立工兵第38連隊：五十嵐庄七大佐
- 独立自動車第255大隊：田中七兵衛大尉
- 第171兵站病院：高市太加一軍医中佐
- 第191兵站病院：山崎新軍医大佐